# 태광고등학교
태광고등학교(泰光高等學校)은 대한민국 경기도 평택시 신장동에 있는 사립 고등학교이다.

## 학교 연혁
- 1962년 1월 6일 : 재단법인 송광학원 설립 인가
- 1966년 3월 3일 : 최영희 이사장, 최재원 중학교 초대 교장 취임
- 1966년 11월 6일 : 재단법인 송광학원을 학교법인 송광학원으로 조직 변경
- 1968년 3월 13일 : 정관변경으로 송광학원을 태광학원으로 개칭(교명 변경)
- 1969년 12월 2일 : 태광상업고등학교 설립 인가(상업과 3학급)
- 1970년 3월 3일 : 최재원 초대 교장 취임
- 1972년 11월 20일 : 20개 교실 신축
- 1972년 12월 16일 : 태광종합고등학교 학칙 변경(보통과 1학급 신설 15학급)
- 1997년 12월 31일 : 인문관 준공(소망관)
- 2000년 1월 4일 : 본관 준공(사랑관)
- 2000년 4월 1일 : 청송관 준공
- 2000년 6월 1일 : 목련관 준공
- 2000년 7월 3일 : 청미관 준공
- 2003년 9월 23일 : 태광고등학교 학칙 변경(태광고등학교로 교명변경, 보통과 15학급, 사이버 경영정보과 9학급, 인터넷 정보통신과 6학급)
- 2011년 1월 20일 : 청람관 준공(기숙사)
- 2012년 6월 28일 : 태광고등학교 학칙 변경(일반계고 10학급으로 인가)
- 2022년 6월 28일 : 학교법인 도하학원 법인명 변경
- 2022년 6월 28일 : 백기명 초대 이사장 취임
- 2022년 6월 28일 : 최종기 초대 교장 취임
- 2023년 3월 1일 : 김경완 제2대 교장 취임
- 2024년 1월 9일 : 제52회 졸업장 수여 217명(19,632명)
- 2024년 3월 4일 : 320명 입학(10학급)

## 참고 자료
- 태광고등학교 - 한국교육학술정보원 학교알리미